# Vita da cani
Vita da cani (bra: Filhas do Desejo; prt: Vida de Cão) é um filme italiano de 1950, do gênero comédia dramática, dirigido por Mario Monicelli e Steno.

## Elenco
- Aldo Fabrizi.... Nino Martoni
- Gina Lollobrigida.... Margherita 'Rita Buton'
- Delia Scala.... Vera
- Tamara Lees.... Franca
- Gianni Barrella.... empresário
- Bruno Corelli.... Dedè Moreno, o primeiro-bailarino
- Enzo Furlai.... Boselli
- Enzo Maggio.... Gigetto
- Michele Malaspina.... comendador Cantelli
- Marcello Mastroianni.... Carlo Danesi, noivo de Franca